# Kanadensisk häst
Den kanadensiska hästen är en hästras, utvecklad i Kanada från hästar som togs till Kanada från Frankrike under 1600-talet. Rasen har varit mycket populär bland annat i utvecklingen av flera andra hästraser från Nordamerika men har trots detta varit nära att dö ut ett flertal gånger. Idag är rasen livskraftig och populär för sin arbetsvilja och att de är lätta att föda upp. 

## Historia
Den kanadensiska hästen utvecklades ur de hästar som togs till Kanada från Frankrike av kung Ludvig XIV. Kungens mål var att utveckla ett väl planerad avelsprogram i kolonierna i Kanada men enbart 2 hingstar och 12 ston överlevde under resan över havet år 1665. Kung Louis skickade då 2 nya skepp och fick runt 40 hästar till Kanada. De flesta var Bretagnare eller anglonormandiska hästar men även spanska hästar fanns med på båtarna. Den spanska hästen hade funnits i Europa sedan medeltiden och fördes till Nordamerika och Sydamerika av conquistadorerna under 1500. och 1600-talet. De spanska hästarna ligger i grunden för nästan alla dagens raser från hela Nord- och Sydamerika. De anglonormandiska hästarna fansn dock främst i de franska kolonierna i nuvarande Kanada.
De franska och spanska hästarna hyrdes ut till bönderna i kolonierna mot betalning eller mot de bästa fölen som föddes upp på gårdarna. Efter tre år kunde bönderna behålla hästarna och bedriva egen avel. År 1679 hade detta avelsprogram gett 145 nya hästar och på bara 17 år hade antalet tredubblats. Trots brist på mat, tufft klimat och hårt arbete så frodades hästarna och växte upp till sunda och starka hästar som uppfödarna kallade "hästarna av stål" eller "de små järnhästarna". 
Under 1800-talet experimenterade man lite med de nya Kanadensiska hästarna genom att korsa dem med andra Nordamerikanska hästar och man utvecklade bland annat den kanadensiska pacern med den "gaitade" hästrasen Narragansett Pacer från USA. Man utvecklade även en kortlivad arbetshäst kallad St Lawrence-häst men på de kanadensiska gårdarna fanns inget behov av större kallblodshästar. I början av 1800-talet exporterade man även tusentals hästar till USA. Där användes hästarna inom kavalleriet inför det amerikanska inbördeskriget, för att avla fram körhästar och utveckla nya raser som t.ex. morganhästar, american saddlebred och den amerikanska travaren. En del hästar skeppades även över till Västindien och Karibien för att användas på sockerplantager. Men denna massexport ledde till att antalet hästar sjönk så lågt i Kanada att man tvingades öppna stamboken för nya hästar under 1886. 1895 formades även The Canadian Horse Breeders Association för att bevara rasen och kontrollera aveln. 
1913 startade de kanadensiska myndigheterna ett avelsprogram för den kanadensiska hästen i Québec men redan 1919 visade det sig att stuteriet var för litet i jämförelse med det tempo som aveln kunde hålla och man flyttade aveln till en större anläggning kallad St Joachim. De kanadensiska myndigheterna köpte även loss en del hästar och startade en statlig avel av rasen. De avlade fram en större mer definierad sporttyp som lämpade sig mer för ridning och ridsport medan de privata uppfödarna satsade på att behålla den gamla typen. 
1981 bestämde sig dock de kanadensiska myndigheterna för att lägga ner den statliga aveln och alla hästar såldes ut på auktion. Rasen var återigen hotad med enbart 400 registrerade exemplar och enbart 5 nya registreringar per år. De privata uppfödarna satsade allt de hade på att rädda rasen och idag finns över 6000 registrerade hästar. Idag har även den kanadensiska hästen blivit nationaldjur för Kanada sedan 2002 och fått status som ett historiskt arv i sitt hemland.

## Egenskaper

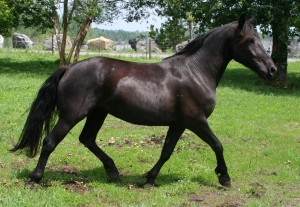
Den kanadensiska hästen är känd för sina naturligt fria rörelser

Den Kanadensiska hästen är en vacker och kraftfull häst, mest lämpad för körning men även ridning. Hästarna är muskulösa, vackra har naturligt fina rörelser. Huvudet är fint mejslat och nacken är lite böjd. Benen är starka och finlemmade med starka, tåliga hovar. Man och svans är oftast tjocka och vågiga med tagel av hög kvalitet. 
Den kanadensiska hästen är lätt att avla med hög fertilitet och de är sunda, härdiga och förvånansvärt starka. De har stabilt temperament och är arbetsvilliga hästar vilket gjort dem populära som både jordbrukshästar och till westernridning utöver körningen och ridningen. 